# Scherf (fragment)

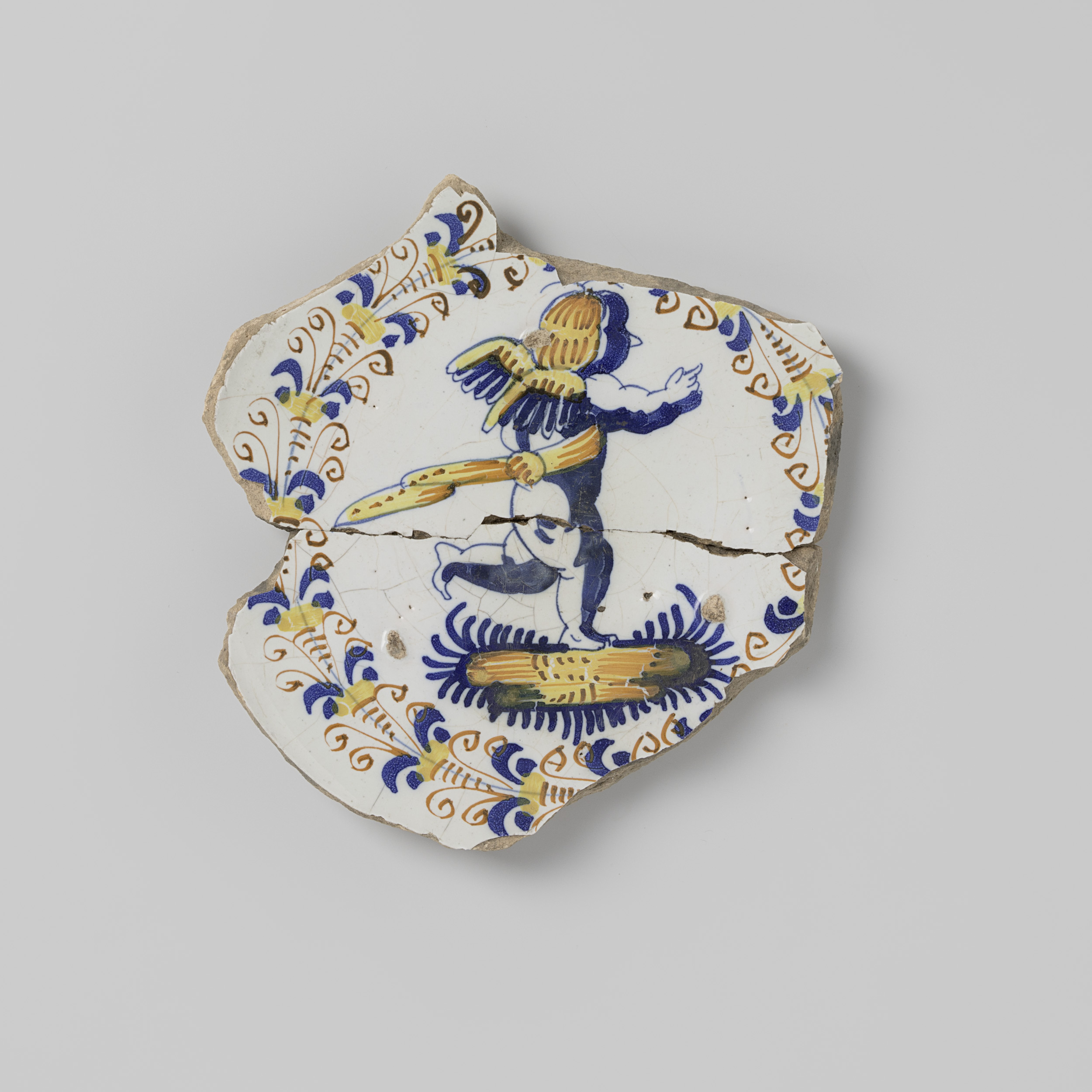
Schotelscherf van aardewerk met veelkleurige tekening van een putto in een sierrand

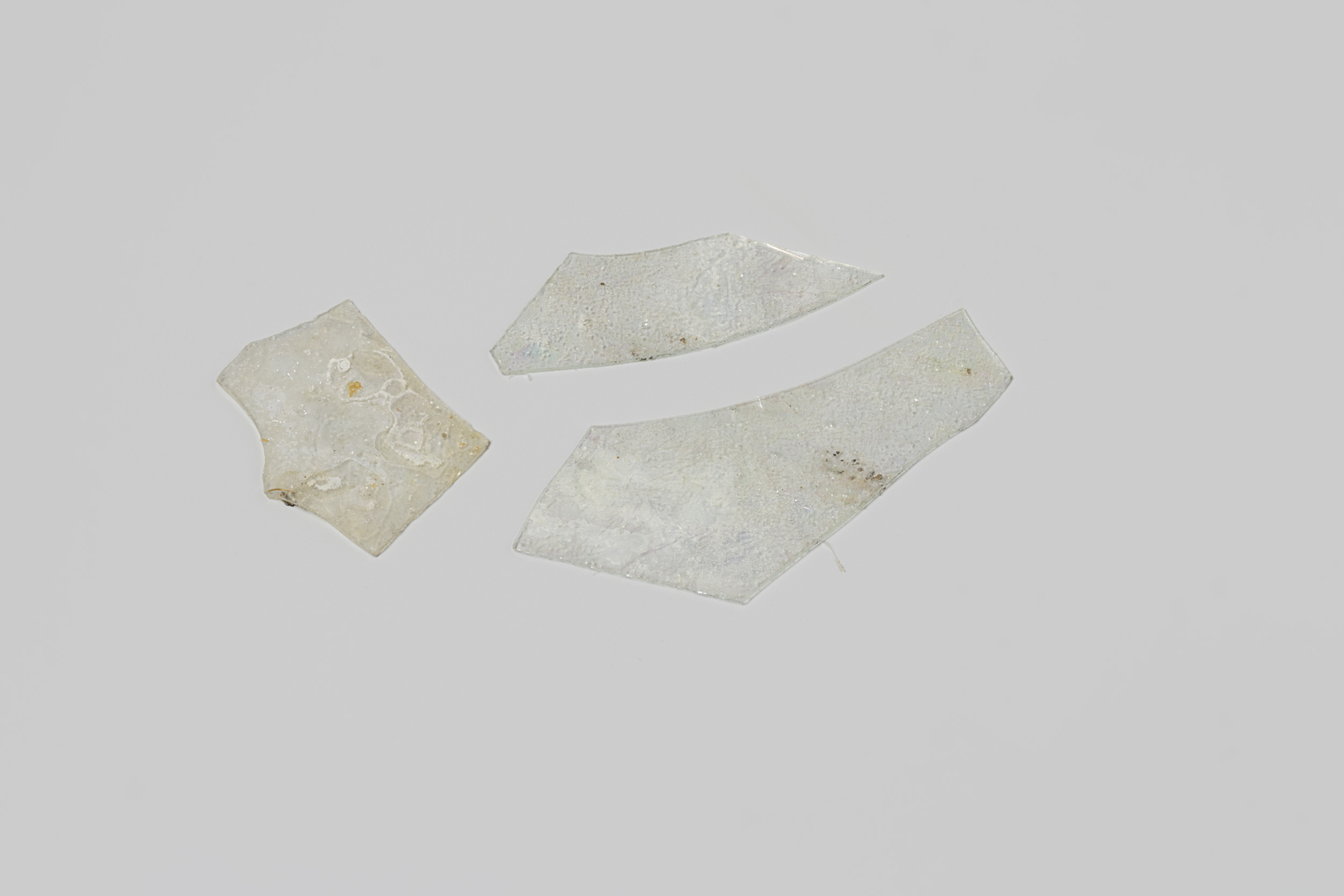
Glasscherven van een kelderfles uit het wrak van de in 1735 vergane Oost-Indiëvaarder 't Vliegend Hart

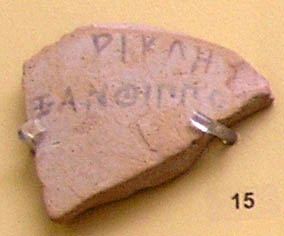
Een ostracon

Een scherf is een fragment van een gebroken materiaal, meestal glas of aardewerk.
In de archeologie zijn scherven veelvuldig vertegenwoordigd in de bodemvondsten. 
Een ostrakon is een scherf met een geschilderde of ingekerfde inscriptie.

## Scherven in het Rijksmuseum Amsterdam
Het Rijksmuseum Amsterdam bezit een bonte verzameling van scherven uit het scheepswrak van t Vliegend Hert 

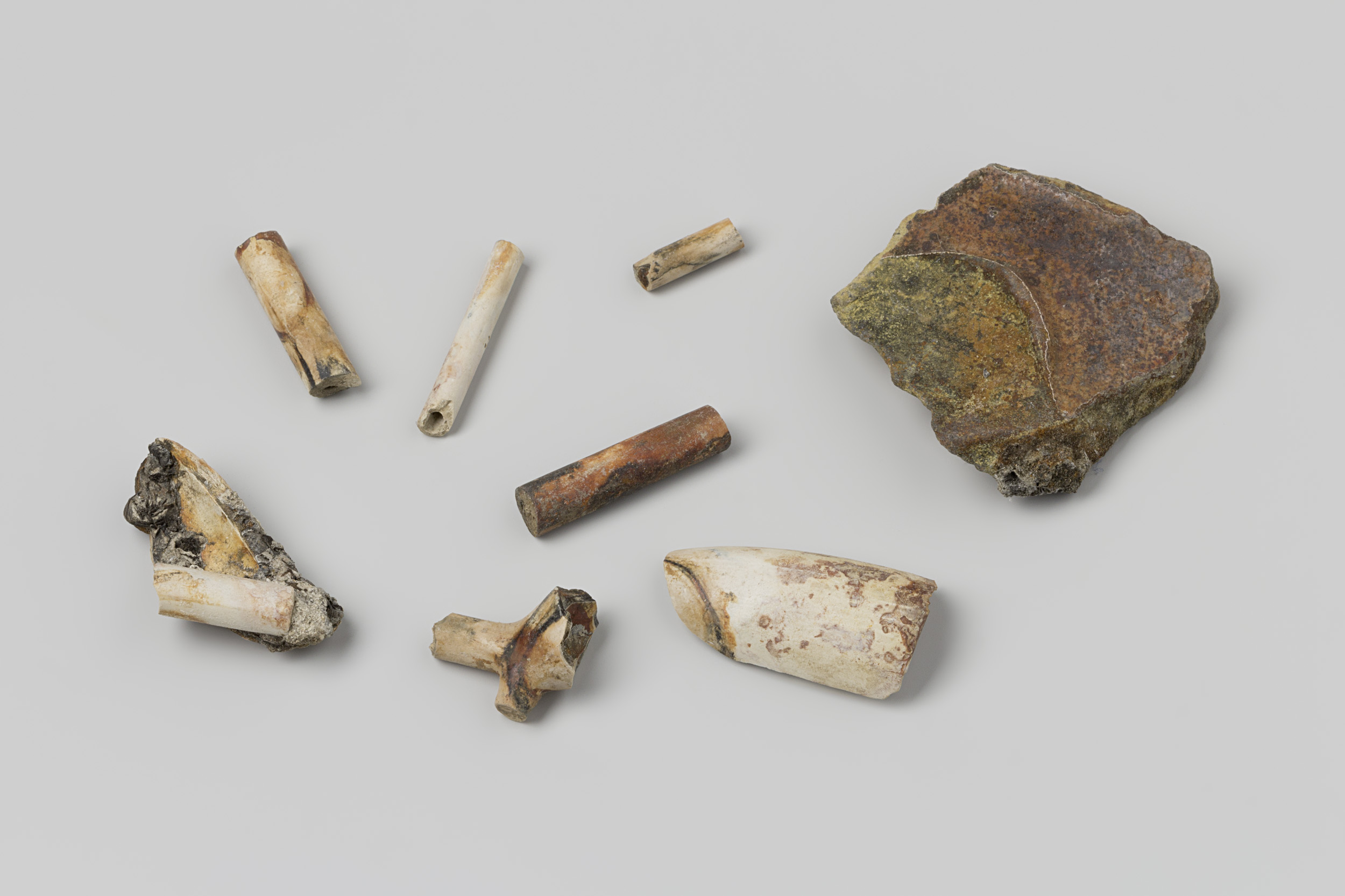
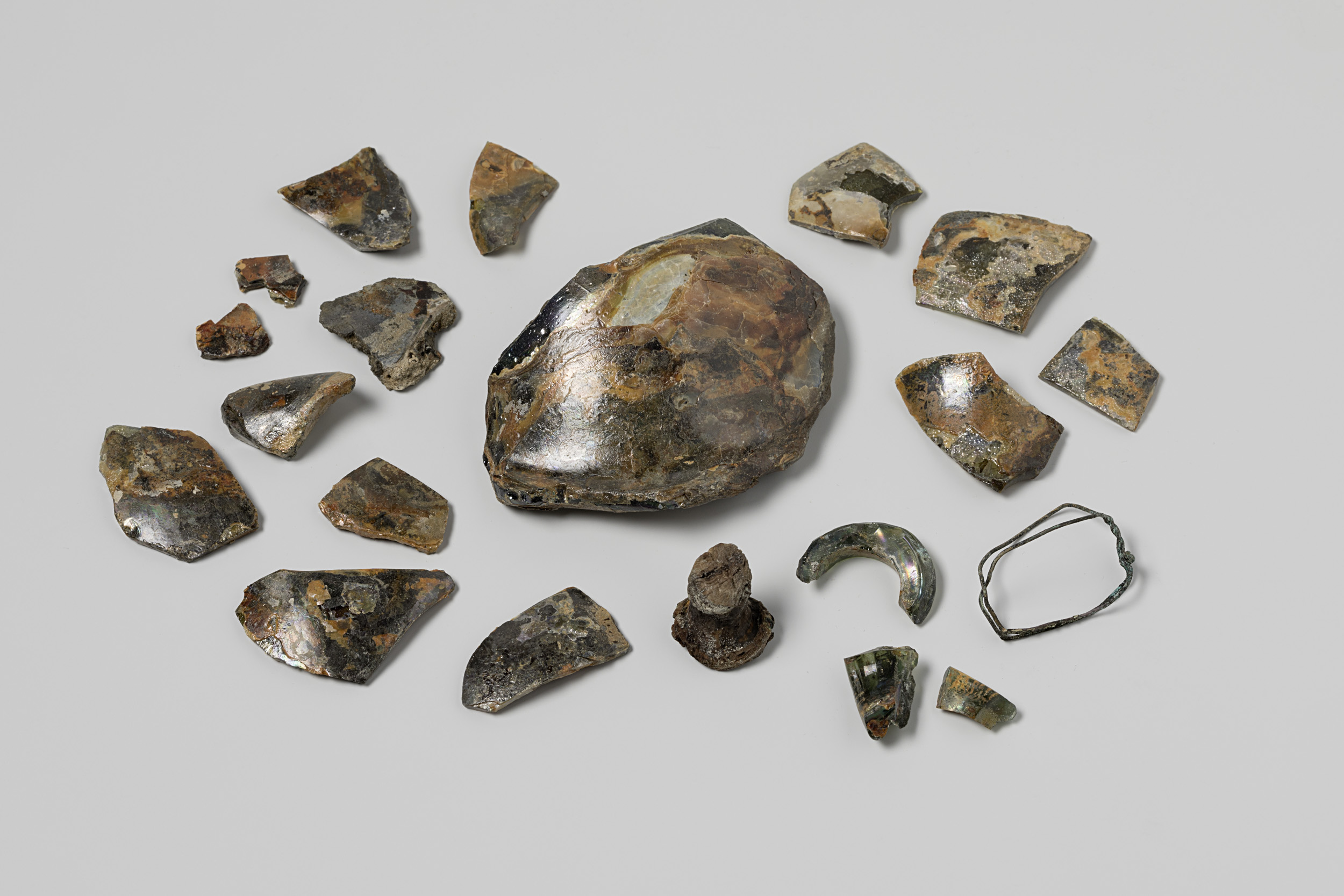
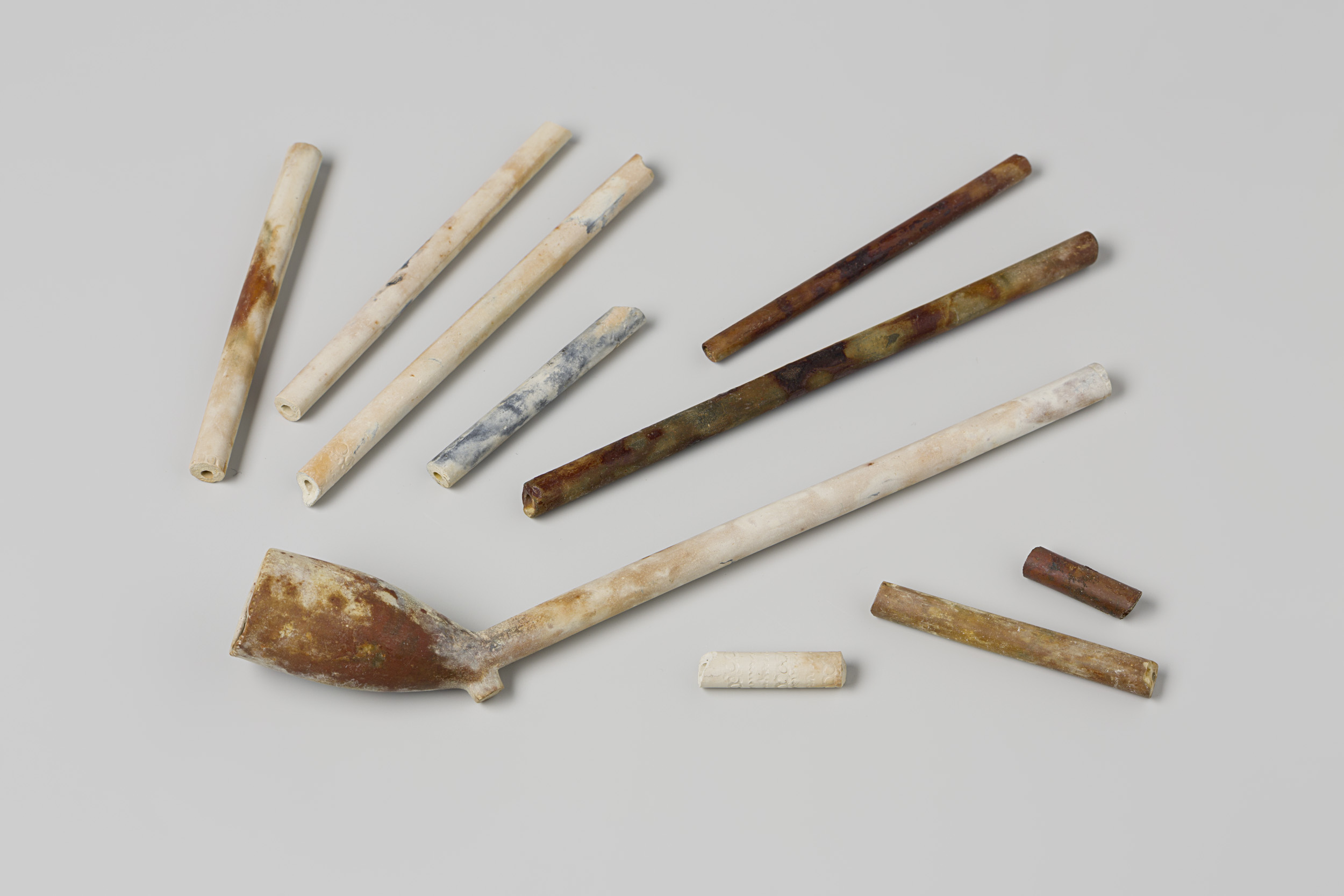
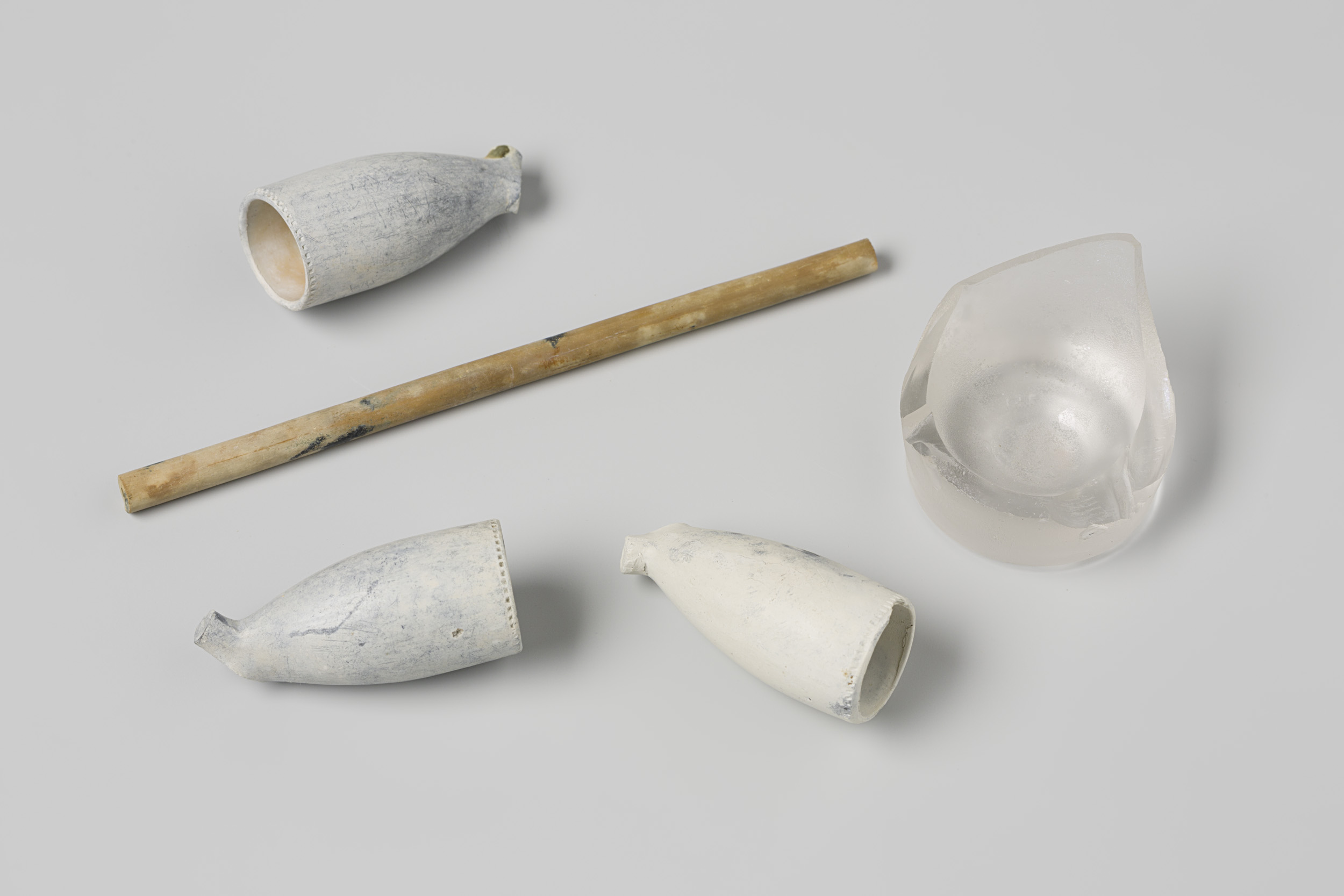

## Scherven in de populaire cultuur
- Volgens het volksgeloof brengen scherven geluk.
- In de film The Dark Crystal is een kristallen scherf onderdeel van het verhaal.